# Sånglärkan 11

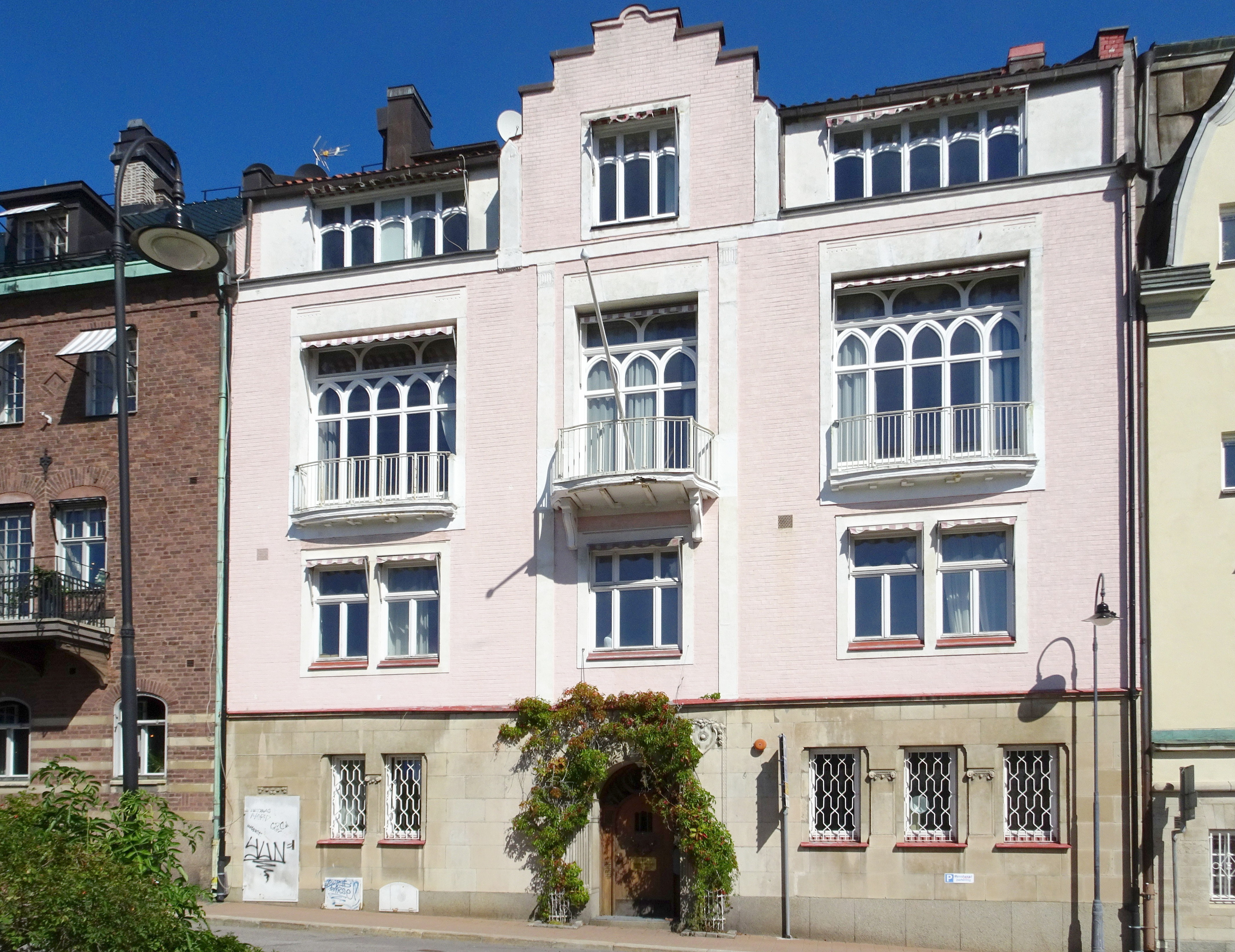
Sånglärkan 11, Friggagatan 4, augusti 2022a.

Sånglärkan 10 är en kulturhistoriskt värdefull före detta villafastighet i kvarteret Sånglärkan i Lärkstaden på Östermalm i Stockholm. Villan vid Friggagatan 4, mittemot parken Balders hage ritades och uppfördes 1911–1912 av arkitekten och byggmästaren Ivar Engström för trävaruhandlaren Ivar Holmer. Fastigheten är grönmärkt av Stadsmuseet i Stockholm vilket innebär "särskilt värdefull från historisk, kulturhistorisk, miljömässig eller konstnärlig synpunkt". Sedan 1950-talet finns Polens "Avdelningen för handel och investeringsfrämjande" i huset.

## Bakgrund

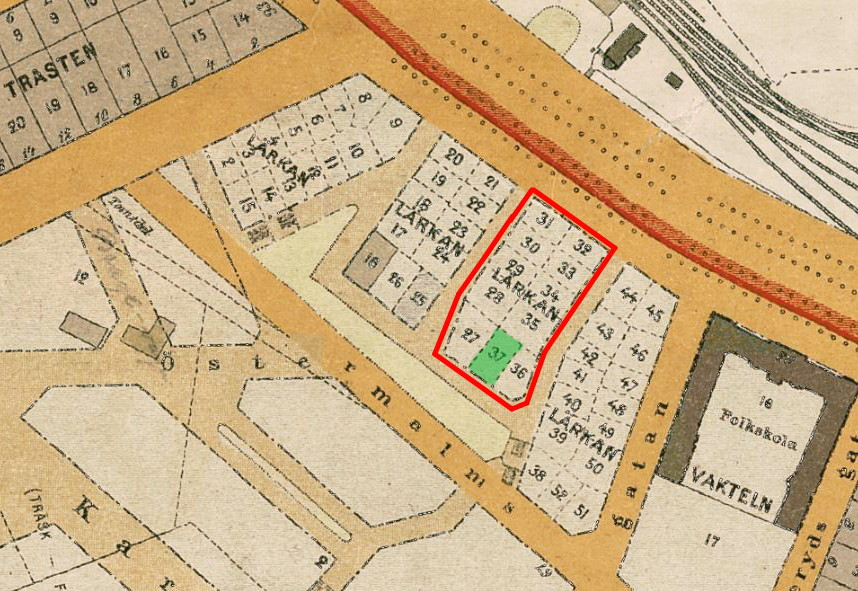
Före detta kvarteret Lärkan 1909 med nuvarande Sånglärkan 11 (grön)

Tomten nummer 37 i dåvarande kvarter Lärkan (sedermera namnändrad till Sånglärkan 11) förvärvades 1911 av trävaruhandlaren Ivar Holmer från Stockholms stad. Fastigheten omfattade en areal om 395,2 kvadratmeter ”å fri och egen grund”. Till fastigheten hörde även en mindre trädgård som utgjorde knappt hälften av egendomen. 
Holmer engagerade Ivar Engström som både ritade och byggde huset. Engström var en ofta anlitad arkitekt med omkring 400 uppdrag i Stockholmsområdet. Bland annat ritade han fyra villor i Lärkstaden, utöver Sånglärkan 11 även Tofslärkan 1, Piplärkan 10 och Piplärkan 13.

## Byggnadsbeskrivning

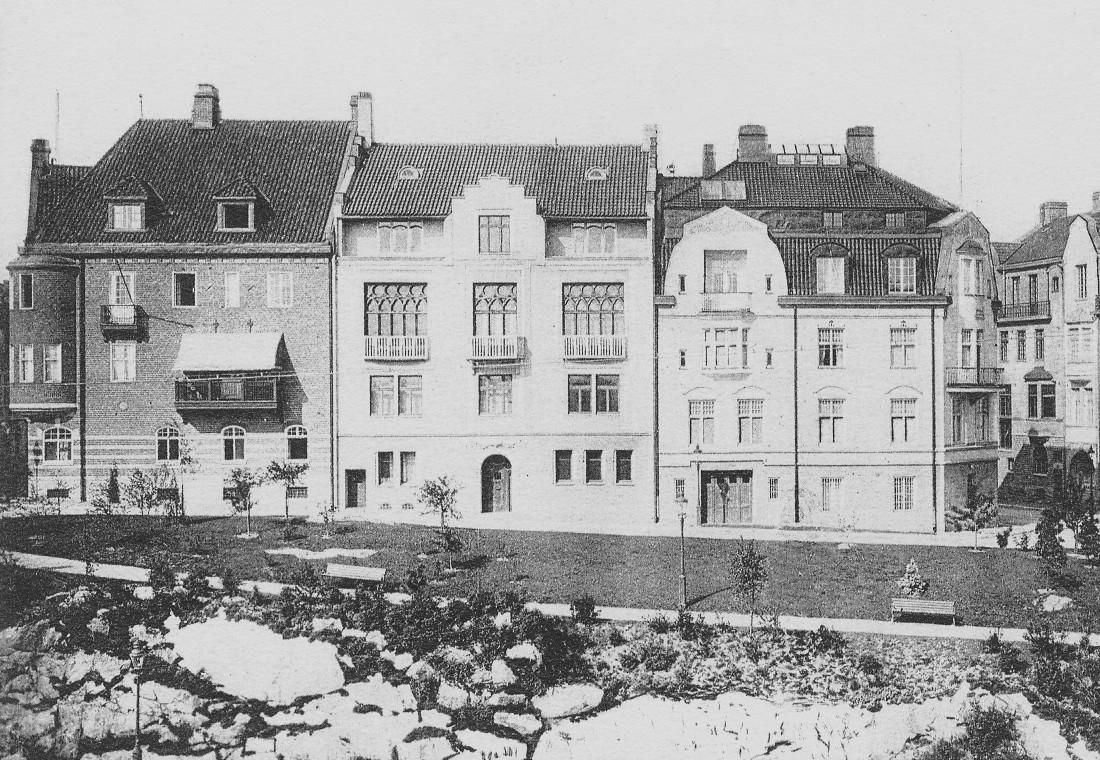
Sånglärkan 1, 11 och 10 på 1910-talet.

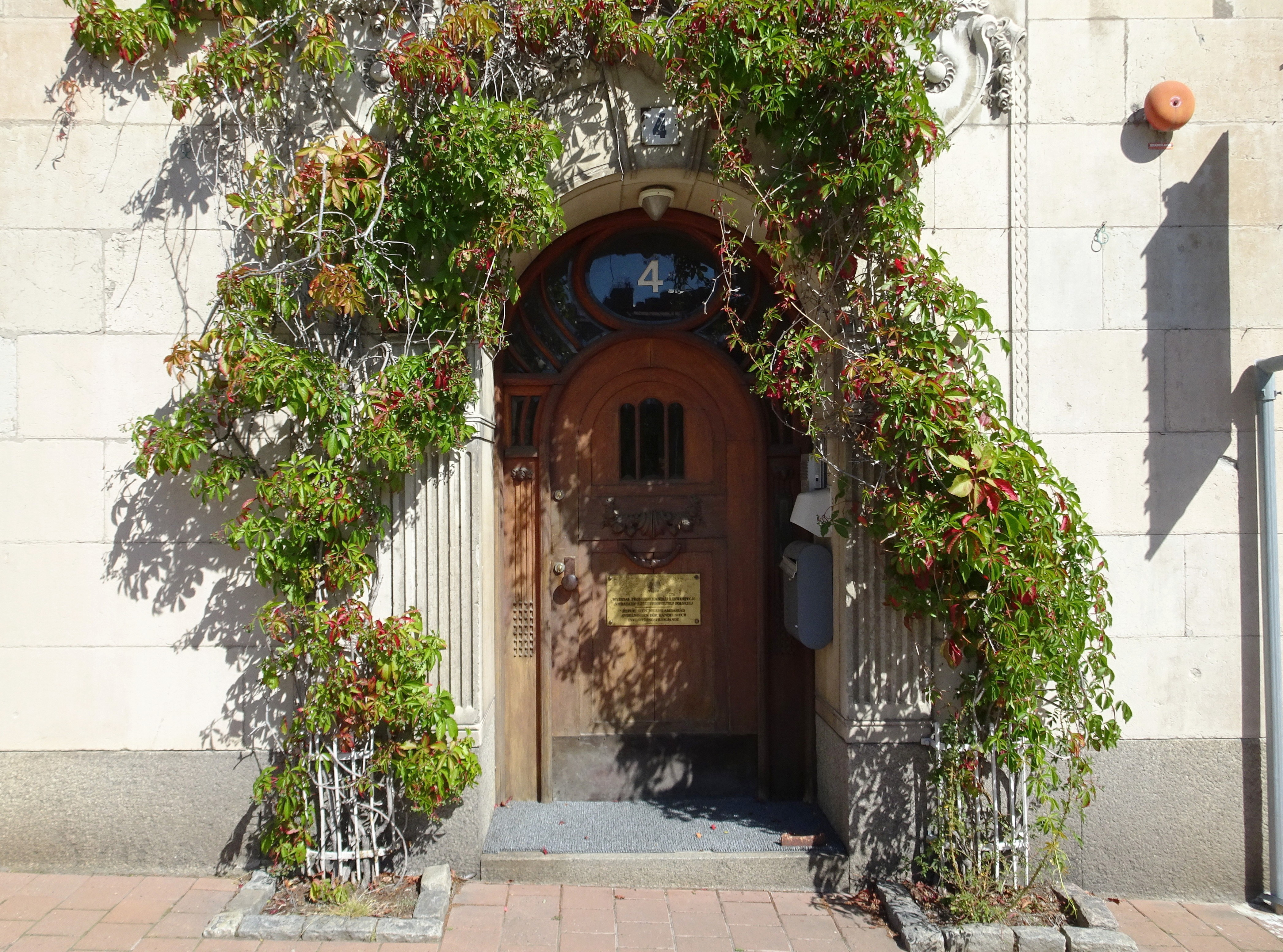
Entrén i augusti 2002.

### Exteriör
Sånglärkan 11 uppfördes i 3½ våningar. Fasaderna gestaltades med slammad tegel och släta partier kring fönstren samt våningshög sockel i slät sandsten. Stilen avviker från övriga villor i kvarteret och illustrerar Lärkstadens arkitektoniska mångfalt. Medan nationalromantiken och jugend dominerar lärk-kvarteret är Sånglärkan 11 påverkad av spanskt–venetianskt 1500-tal som märks särskild i fönstrens utformning på paradvåningen (våning 2 trappor). Stilen var modern i Stockholm kring sekelskiftet 1900 och finns bland annat på Hallwylska palatset och Konstnärshuset. 
Fasadens mitt betonades genom en balkong mellan två släta pilastrar som avslutas ovanför takfoten av en fronton med trappstegsgavel. Portalen gestaltades festlig med pilastrar av kannelerad natursten med rosenkapitäl och bladfris. Portalens valvbåge avslutades upptill av två festonger som bärs upp av slutstenen och två hjärtformade sköldar. Balkongernas ursprungliga räcken av natursten byttes 1948 till smidesräcken. Fasadernas nuvarande färgsättning i ljusrosa är inte den ursprungliga som var ljusgrå.

### Interiör
Trävaruhandlaren Holmer hade både bostad och kontor i huset. På bottenvåningen fanns 1911 några kontorsrum, rum för portvakten och tvättstugan. På våning 1 trappa upp hade familjen Holmer tre herrum, ett mottagningsrum och ett gästrum. På våning 2 trappor låg representationsvåningen bestående av salong, matsal med öppen spis, kök med serveringsrum samt ytterligare ett herrum. På vinden (3 trappor) fanns sängkammare med balkong, fruns och flickornas rum med balkong och alla tre i fil mot gatan. Mot gården låg ett gästrum, jungfrukammare och ytterligare ett sovrum samt badrum med badkar och dusch. Personalen hade en egen ingång (den lilla dörren till vänster) som via en kökstrappa gav tillgång till samtliga våningsplan.

## Husets vidare öden
Familjen Holmer flyttade redan 1914 från Friggagatan 4 och A. Berthold, bankdirektör och vice häradshövding, uppges som ägare. 1939 fanns ett pensionat i byggnaden. 1955 kontoriserades fastigheten och samtliga våningsplan byggdes om efter ritningar av arkitekt Gustaf Lettström. Uppdragsgivare var Polens ambassad i Stockholm som här har sedan dess "Avdelningen för handel och investeringsfrämjande".